# Micrambe hesperius
Micrambe hesperius is een keversoort uit de familie harige schimmelkevers (Cryptophagidae). De wetenschappelijke naam van de soort werd in 1863 gepubliceerd door Thomas Vernon Wollaston.